# دانشگاه نورث‌وود

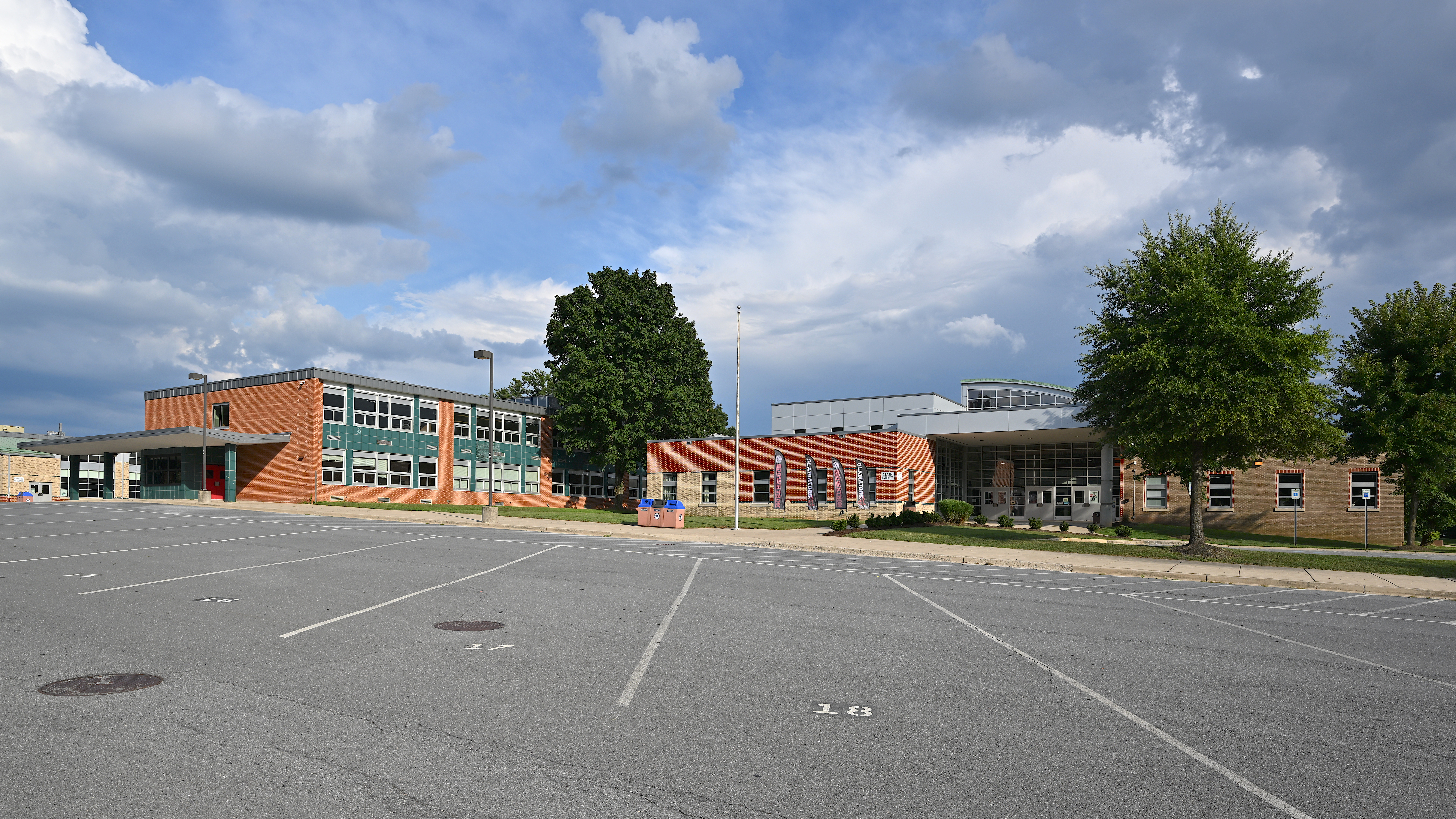

دانشگاه نورث وود (NU) یک دانشگاه خصوصی در میدلند، میشیگان است. در سال ۱۹۵۹ افتتاح شد و بیش از ۳۳۰۰۰ نفر از این مؤسسه فارغ‌التحصیل شده‌اند.
در سال ۲۰۱۴، نورث وود اعلام کرد که عملیات ساخت و ساز خود را در تگزاس تعطیل خواهد کرد، در حالی که به گسترش برنامه تحصیلی بزرگسالان و برنامه تحصیلات تکمیلی خود در آنجا ادامه می‌دهد. یک سال بعد در سال ۲۰۱۵ این دانشگاه ساختمان فلوریدا را به دانشگاه کایزر فروخت.

## تاریخچه
دانشگاه نورث وود به عنوان مؤسسه نورث وود در سال ۱۹۵۹ توسط آرتور ای ترنر و آر. گری استافر افتتاح شد. برای شروع صد دانش آموز در این مدرسه ثبت نام کردند. کلاس‌های اولیهٔ این مؤسسه در عمارت قرن نوزدهمی در آلما، میشیگان تشکیل می‌شد. مؤسسه نورث وود در سال ۱۹۶۱ به میدلند، میشیگان نقل مکان کرد. در سال ۱۹۸۲، دیوید ای. فرای رئیس مدرسه شد. پردیس مسکونی فلوریدا اضافه شد و برنامه درسی دانشگاهی گسترش یافت و این مدرسه توسط کمیسیون آموزش عالی تأیید شد. در اکتبر ۲۰۰۷، کیت پرتی به عنوان سومین رئیس و مدیرعامل نورث وود انتخاب شد. کنت مک دونالد در سال ۲۰۱۹ رئیس شد.

## فارغ التحصیلان قابل توجه
- جفری عجلونی، تاجر
- راب برنت ، راننده NASCAR/ARCA[۷][۸]
- جولی کالی، سیاستمدار و بانوی دوم سابق از میشیگان
- راب چایلدرس، مربی بیسبال کالج[۹]
- دیک دیووس، کاندیدای فرمانداری حزب جمهوری‌خواه میشیگان، ۲۰۰۶، پسر یکی از بنیانگذاران ام‌وی[۱۰]
- دن دیووس، تاجر و مدیر ورزشی آمریکایی[۱۱]
- کارول گیست، دوشیزه ایالات متحده آمریکا ۱۹۹۰
- رینا محد هارون، سیاستمدار مالزیایی.
- چارلستون هیوز، خط دفاعی لیگ برتر فوتبال کانادا و قهرمان جام خاکستری
- موریس جونز، بازیکن NBL کانادا
- خوزه جونو جوماوی، شهردار سابق اینابانگا، بوهول، فیلیپین
- بلیک کخ، راننده نسکار
- لیزا مک‌کلین، نماینده حوزه دهم کنگره میشیگان
- جرمین میدلتون، بسکتبالیست سابق تیم هارلم گلوبتروترز
- کندیس میلر، عضو مجلس نمایندگان ایالات متحده[۱۲]
- جری پتوی، انجمن بسکتبال آمریکا[۱۳]
- دبورا رنشا، راننده نسکار[۱۴]
- جیم استاماس، تاجر و سیاستمدار
- کریس ویلسون، پایان دفاعی واشینگتن رداسکینز[۱۵]
- ارنی زایگلر، مربی بسکتبال کالج